# Aseptyka

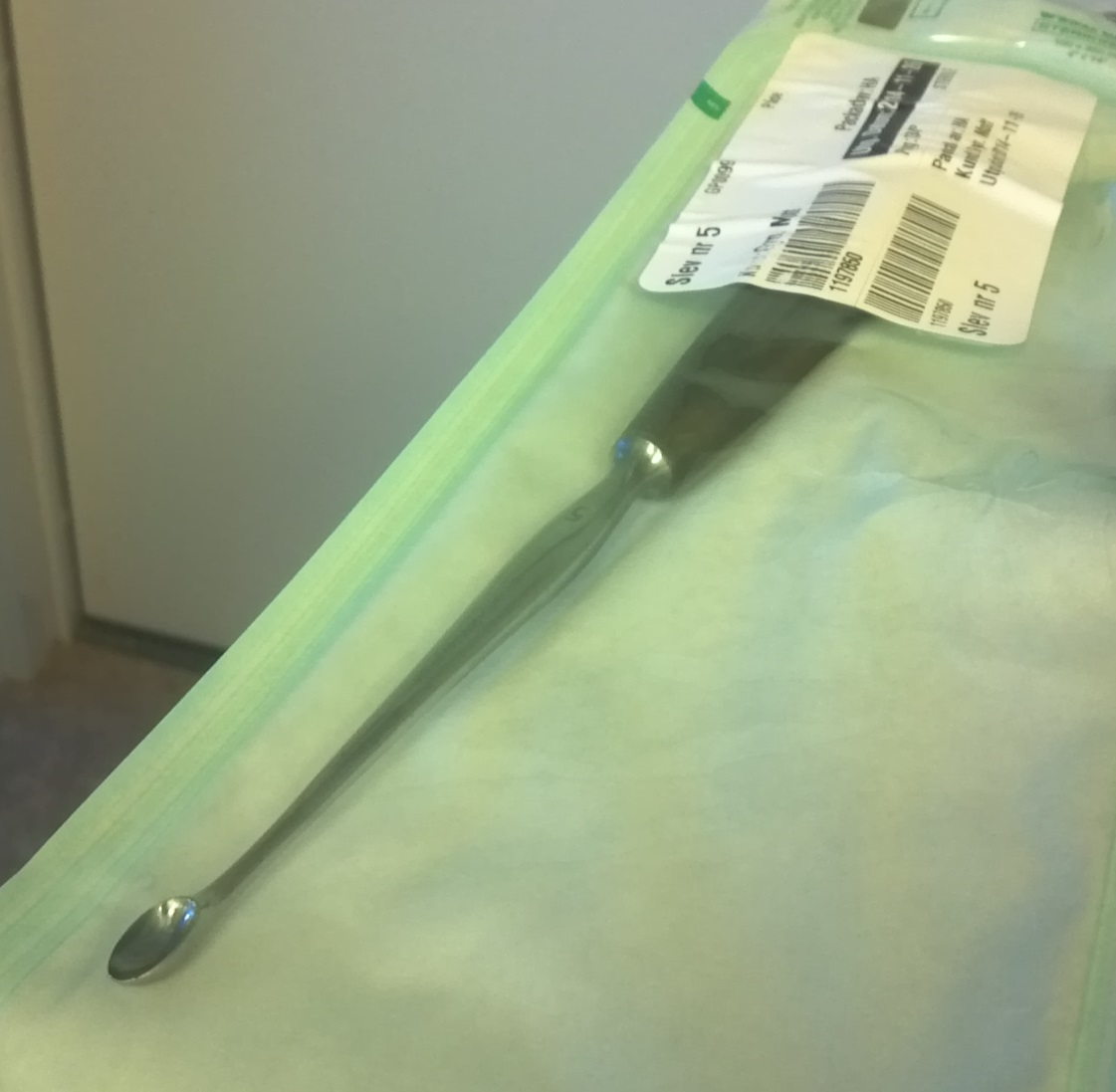
Sterylnie zapakowana łyżeczka wykorzystywana do abrazji

Aseptyka – postępowanie mające na celu dążenie do jałowości pomieszczeń, narzędzi, leków, materiałów opatrunkowych i innych przedmiotów w celu niedopuszczenia drobnoustrojów do określonego środowiska, np. otwartej rany. Jest to zapewnione poprzez dokładne mycie i dezynfekowanie dłoni oraz stosowanie przez zespół operacyjny wyjałowionych fartuchów, rękawiczek, narzędzi oraz odpowiednie przygotowanie sali operacyjnej (mycie, sterylizacja poprzez naświetlanie promieniami ultrafioletowymi, powietrze jest przepuszczane przez filtr, zanim trafi do sali operacyjnej) i pola operacyjnego. Oznacza to także działania zabezpieczające przed zakażeniem.
Aseptyka ma też zastosowanie poza salą operacyjną, m.in. w badaniach laboratoryjnych i bakteriologicznych, w produkcji leków i żywności. Pojęcie aseptyka komórkowa oznacza postępowanie mające na celu uniknięcie zakażenia hodowli bakteryjnej lub tkankowej drobnoustrojami ze środowiska.
W przemyśle spożywczym oznacza proces produkcyjny, który dzięki zastosowaniu specjalnej technologii pozwala na wytwarzanie i pakowanie produktów bez użycia środków konserwujących.

## Historia
W 1885 Jan Mikulicz-Radecki użył podczas operacji rękawiczek bawełnianych, w 1887 Ernst von Bergmann wprowadził sterylizację przy użyciu pary wodnej, a w 1894 William Halsted zastosował rękawiczki z gumy.
Za ojca aseptyki uważa się Gustava Adolfa Neubera, kilońskiego chirurga (1886). Reguły aseptyki wprowadzone przez niego, niewiele zmienione, obowiązują do dziś.